# Ronde van Spanje voor vrouwen 2023
De negende editie van de Spaanse wielerwedstrijd Ronde van Spanje voor vrouwen (Spaans: La Vuelta España Femenina) vond plaats van 1 tot 7 mei 2023. De ronde ging van start in Torrevieja, in de zuidoostelijke provincie Alicante aan de Costa Blanca en finishte op de beklimming naar de Meren van Covadonga, in de noordelijke regio Asturië. De wedstrijd was onderdeel van de UCI Women's World Tour in 2023 en was ingedeeld in de wedstrijdcategorie 2.WWT. De wedstrijd bestond uit zeven etappes inclusief een ploegentijdrit. Titelverdedigster Annemiek van Vleuten wist zichzelf op te volgen.
Het was het eerste jaar dat de wedstrijd uit zeven etappes bestond en de naam La Vuelta España Femenina droeg. De vorige editie bestond uit vijf etappes en heette Ceratizit Challenge; de eerste drie edities waren een eendagswedstrijd met de naam Madrid Challenge by La Vuelta en werd verreden op de laatste dag van de Ronde van Spanje voor mannen. Deze editie vond voor het eerst niet plaats parallel aan die voor de mannen.

## Deelnemende ploegen
Twaalf van de vijftien World-Tourploegen stonden aan de start, aangevuld met elf (waarvan acht Spaanse) UCI-continentale ploegen.
| UCI-World Tourteams                                                                    | UCI-World Tourteams                                                         | UCI-teams | UCI-teams                                                                                            |
| -------------------------------------------------------------------------------------- | --------------------------------------------------------------------------- | --- | --- |
| Canyon-SRAM DSM EF Education-TIBCO-SVB FDJ-Suez Israel Premier Tech Roland Jayco AlUla | Jumbo-Visma Liv Racing TeqFind Movistar SD Worx Trek-Segafredo UAE Team ADQ | BePink Bizkaia-Durango Coop-Hitec Products Eneicat-CMTeam-Seguros Deportivos Farto-BTC Laboral Kutxa-Fundación Euskadi | Massi-Tactic Río Miera-Cantabria Deporte Soltec Team Sopela Women's Team Saint Michel-Mavic-Auber 93 |

## Etappeschema
| Datum | Etappe | Start – Finish                     | Afstand (in km) | Type           | Winnaar        | Ploeg          | Klassementsleider    |
| ----- | ------ | ---------------------------------- | --------------- | -------------- | -------------- | -------------- | -------------------- |
| 1 mei | 1      | Torrevieja – Torrevieja            | 14,5            | Ploegentijdrit | Jumbo-Visma    | Jumbo-Visma    | Anna Henderson       |
| 2 mei | 2      | Orihuela – Pilar de la Horadada    | 105,8           | Vlakke rit     | Charlotte Kool | DSM            | Marianne Vos         |
| 3 mei | 3      | Elche de la Sierra – La Roda       | 157,8           | Vlakke rit     | Marianne Vos   | Jumbo-Visma    | Marianne Vos         |
| 4 mei | 4      | Cuenca – Guadalajara               | 133,1           | Vlakke rit     | Marianne Vos   | Jumbo-Visma    | Marianne Vos         |
| 5 mei | 5      | La Cabrera – Riaza                 | 129,5           | Bergrit        | Demi Vollering | SD Worx        | Demi Vollering       |
| 6 mei | 6      | Castro-Urdiales – Laredo           | 106,1           | Heuvelrit      | Gaia Realini   | Trek-Segafredo | Annemiek van Vleuten |
| 7 mei | 7      | La Pola Siero – Lagos de Covadonga | 93,7            | Bergrit        | Demi Vollering | SD Worx        | Annemiek van Vleuten |

## Uitslag

### 1e etappe (TTT)
| Maandag 1 mei: Torrevieja – Torrevieja (14,5 km) |                    |        |
| Plaats                                           | Naam               | Tijd   |
| Winnaar                                          | Jumbo-Visma        | 18'03" |
| 2                                                | Canyon-SRAM        | + 1"   |
| 3                                                | Trek-Segafredo     | + 9"   |
| 4                                                | Movistar           | + 12"  |
| 5                                                | SD Worx            | + 14"  |
| 6                                                | FDJ-Suez           | + 25"  |
| 7                                                | DSM                | + 25"  |
| 8                                                | Jayco AlUla        | + 31"  |
| 9                                                | UAE Team ADQ       | + 41"  |
| 10                                               | Liv Racing TeqFind | + 42"  |

### 2e etappe
| Dinsdag 2 mei: Orihuela – Pilar de la Horadada (105,8 km) |                  |                                 |          |
| Plaats                                                    | Naam             | Ploeg                           | Tijd     |
| Winnaar                                                   | Charlotte Kool   | DSM                             | 2u41'27" |
| 2                                                         | Marianne Vos     | Jumbo-Visma                     | z.t.     |
| 3                                                         | Chloé Dygert     | Canyon-SRAM                     | z.t.     |
| 4                                                         | Kata Blanka Vas  | SD Worx                         | z.t.     |
| 5                                                         | Rachele Barbieri | Liv Racing TeqFind              | z.t.     |
| 6                                                         | Alba Teruel      | Laboral Kutxa-Fundación Euskadi | z.t.     |
| 7                                                         | Demi Vollering   | SD Worx                         | z.t.     |
| 8                                                         | Nina Kessler     | Jayco AlUla                     | z.t.     |
| 9                                                         | Anna Henderson   | Jumbo-Visma                     | z.t.     |
| 10                                                        | Clara Copponi    | FDJ-Suez                        | z.t.     |

### 3e etappe
| Woensdag 3 mei: Elche de la Sierra – La Roda (157,8 km) |                |                                 |          |
| Plaats                                                  | Naam           | Ploeg                           | Tijd     |
| Winnaar                                                 | Marianne Vos   | Jumbo-Visma                     | 3u27'38" |
| 2                                                       | Charlotte Kool | DSM                             | z.t.     |
| 3                                                       | Chloé Dygert   | Canyon-SRAM                     | z.t.     |
| 4                                                       | Clara Copponi  | FDJ-Suez                        | z.t.     |
| 5                                                       | Emma Norsgaard | Movistar                        | z.t.     |
| 6                                                       | Tamara Dronova | Israel Premier Tech Roland      | z.t.     |
| 7                                                       | Liane Lippert  | Movistar                        | z.t.     |
| 8                                                       | Alba Teruel    | Laboral Kutxa-Fundación Euskadi | z.t.     |
| 9                                                       | Demi Vollering | SD Worx                         | z.t.     |
| 10                                                      | Marlen Reusser | SD Worx                         | z.t.     |

### 4e etappe
| Donderdag 4 mei: Cuenca – Guadalajara (133,1 km) |                      |                            |          |
| Plaats                                           | Naam                 | Ploeg                      | Tijd     |
| Winnaar                                          | Marianne Vos         | Jumbo-Visma                | 3u26'24" |
| 2                                                | Emma Norsgaard       | Movistar                   | z.t.     |
| 3                                                | Marlen Reusser       | SD Worx                    | z.t.     |
| 4                                                | Kata Blanka Vas      | SD Worx                    | z.t.     |
| 5                                                | Annemiek van Vleuten | Movistar                   | z.t.     |
| 6                                                | Lizzie Deignan       | Trek-Segafredo             | z.t.     |
| 7                                                | Elise Chabbey        | Canyon-SRAM                | z.t.     |
| 8                                                | Chloé Dygert         | Canyon-SRAM                | z.t.     |
| 9                                                | Silvia Persico       | UAE Team ADQ               | z.t.     |
| 10                                               | Tamara Dronova       | Israel Premier Tech Roland | z.t.     |

### 5e etappe
| Vrijdag 5 mei: La Cabrera – Riaza (129,5 km) |                      |                    |          |
| Plaats                                       | Naam                 | Ploeg              | Tijd     |
| Winnaar                                      | Demi Vollering       | SD Worx            | 3u33'25" |
| 2                                            | Annemiek van Vleuten | Movistar           | + 3"     |
| 3                                            | Ricarda Bauernfeind  | Canyon-SRAM        | + 9"     |
| 4                                            | Évita Muzic          | FDJ-Suez           | + 13"    |
| 5                                            | Gaia Realini         | Trek-Segafredo     | + 27"    |
| 6                                            | Elise Chabbey        | Canyon-SRAM        | + 30"    |
| 7                                            | Riejanne Markus      | Jumbo-Visma        | z.t.     |
| 8                                            | Juliette Labous      | DSM                | z.t.     |
| 9                                            | Olivia Baril         | UAE Team ADQ       | z.t.     |
| 10                                           | Mavi García          | Liv Racing TeqFind | + 50"    |

### 6e etappe
| Zaterdag 6 mei: Castro-Urdiales – Laredo (106,1 km) |                      |                    |          |
| Plaats                                              | Naam                 | Ploeg              | Tijd     |
| Winnaar                                             | Gaia Realini         | Trek-Segafredo     | 2u49'23" |
| 2                                                   | Annemiek van Vleuten | Movistar           | z.t.     |
| 3                                                   | Loes Adegeest        | FDJ-Suez           | + 1'04"  |
| 4                                                   | Silvia Persico       | UAE Team ADQ       | z.t.     |
| 5                                                   | Demi Vollering       | SD Worx            | z.t.     |
| 6                                                   | Mavi García          | Liv Racing TeqFind | z.t.     |
| 7                                                   | Évita Muzic          | FDJ-Suez           | z.t.     |
| 8                                                   | Katarzyna Niewiadoma | Canyon-SRAM        | z.t.     |
| 9                                                   | Riejanne Markus      | Jumbo-Visma        | z.t.     |
| 10                                                  | Ane Santesteban      | Jayco AlUla        | z.t.     |

### 7e etappe
| Zondag 7 mei: La Pola Siero – Lagos de Covadonga (93,7 km) |                      |                |          |
| Plaats                                                     | Naam                 | Ploeg          | Tijd     |
| Winnaar                                                    | Demi Vollering       | SD Worx        | 2u43'02" |
| 2                                                          | Gaia Realini         | Trek-Segafredo | + 11"    |
| 3                                                          | Annemiek van Vleuten | Movistar       | + 56"    |
| 4                                                          | Évita Muzic          | FDJ-Suez       | + 1'59"  |
| 5                                                          | Ricarda Bauernfeind  | Canyon-SRAM    | + 2'00"  |
| 6                                                          | Erica Magnaldi       | UAE Team ADQ   | + 2'59"  |
| 7                                                          | Riejanne Markus      | Jumbo-Visma    | + 3'05"  |
| 8                                                          | Alena Ivanchenko     | UAE Team ADQ   | + 3'12"  |
| 9                                                          | Juliette Labous      | DSM            | + 3'21"  |
| 10                                                         | Marta Cavalli        | FDJ-Suez       | + 3'40"  |

## Eindklassementen

### Algemeen klassement
| Plaats    | Naam                 | Ploeg              | Tijd      |
| --------- | -------------------- | ------------------ | --------- |
| Rode trui | Annemiek van Vleuten | Movistar           | 19u00'11" |
| 2         | Demi Vollering       | SD Worx            | + 9"      |
| 3         | Gaia Realini         | Trek-Segafredo     | + 2'41"   |
| 4         | Riejanne Markus      | Jumbo-Visma        | + 3'36"   |
| 5         | Ricarda Bauernfeind  | Canyon-SRAM        | + 3'53"   |
| 6         | Évita Muzic          | FDJ-Suez           | + 4'24"   |
| 7         | Juliette Labous      | DSM                | + 4'27"   |
| 8         | Erica Magnaldi       | UAE Team ADQ       | + 4'46"   |
| 9         | Mavi García          | Liv Racing TeqFind | + 6'31"   |
| 10        | Katarzyna Niewiadoma | Canyon-SRAM        | + 7'22"   |

### Puntenklassement
| Plaats      | Naam                 | Ploeg       | Punten |
| ----------- | -------------------- | ----------- | ------ |
| Groene trui | Marianne Vos         | Jumbo-Visma | 197    |
| 2           | Demi Vollering       | SD Worx     | 142    |
| 3           | Annemiek van Vleuten | Movistar    | 138    |

### Bergklassement
| Plaats        | Naam                 | Ploeg          | Punten |
| ------------- | -------------------- | -------------- | ------ |
| Bolletjestrui | Gaia Realini         | Trek-Segafredo | 43     |
| 2             | Demi Vollering       | SD Worx        | 41     |
| 3             | Annemiek van Vleuten | Movistar       | 38     |

## Klassementsverloop
| Stage          | Winner         | Algemeen klassement  | Puntenklassement | Bergklassement       | Ploegenklassement | Strijdlustigste  |
| -------------- | -------------- | -------------------- | ---------------- | -------------------- | ----------------- | ---------------- |
| 1              | Jumbo-Visma    | Anna Henderson       | niet uitgereikt  | niet uitgereikt      | Jumbo-Visma       | Riejanne Markus  |
| 2              | Charlotte Kool | Marianne Vos         | Charlotte Kool   | Jade Wiel            | Jumbo-Visma       | Yurani Blanco    |
| 3              | Marianne Vos   | Marianne Vos         | Marianne Vos     | Jade Wiel            | Jumbo-Visma       | Alba Teruel      |
| 4              | Marianne Vos   | Marianne Vos         | Marianne Vos     | Elise Chabbey        | Jumbo-Visma       | Anna Kiesenhofer |
| 5              | Demi Vollering | Demi Vollering       | Marianne Vos     | Elise Chabbey        | Canyon-SRAM       | Ane Santesteban  |
| 6              | Gaia Realini   | Annemiek van Vleuten | Marianne Vos     | Annemiek van Vleuten | UAE Team ADQ      | Gaia Realini     |
| 7              | Demi Vollering | Annemiek van Vleuten | Marianne Vos     | Gaia Realini         | UAE Team ADQ      | Marianne Vos     |
| Eindklassement | Eindklassement | Annemiek van Vleuten | Marianne Vos     | Gaia Realini         | UAE Team ADQ      | niet uitgereikt  |

2015 · 2016 · 2017 · 2018 · 2019 · 2020 · 2021 · 2022 · 2023 · 2024 · 2025
Tour Down Under ·
Cadel Evans Great Ocean Road Race ·
Ronde van de Verenigde Arabische Emiraten ·
Omloop Het Nieuwsblad ·
Strade Bianche ·
Ronde van Drenthe ·
Trofeo Alfredo Binda-Comune di Cittiglio ·
Brugge-De Panne ·
Gent-Wevelgem ·
Ronde van Vlaanderen ·
Parijs-Roubaix ·
Amstel Gold Race ·
Waalse Pijl ·
Luik-Bastenaken-Luik ·
La Vuelta España Femenina ·
Itzulia Women ·
Ronde van Burgos ·
RideLondon Classic ·
Ronde van Zwitserland ·
Giro Donne ·
Tour de France Femmes ·
Ronde van Scandinavië ·
GP de Plouay-Bretagne ·
Simac Ladies Tour ·
Ronde van Romandië ·
Ronde van Chongming ·
Ronde van Guangxi
Afgelaste wedstrijden: The Women's Tour ·
Postnord Vårgårda WestSweden